# Кетіс-Веллі (Каліфорнія)
Кетіс-Веллі (англ. Catheys Valley) — переписна місцевість (CDP) в США, в окрузі Маріпоса штату Каліфорнія. Населення — 829 осіб (2020).

## Географія
Кетіс-Веллі розташований за координатами 37°27′22″ пн. ш. 120°5′30″ зх. д. / 37.45611° пн. ш. 120.09167° зх. д. (37.456219, -120.091690).  За даними Бюро перепису населення США в 2010 році переписна місцевість мала площу 60,77 км², з яких 60,64 км² — суходіл та 0,13 км² — водойми.

### Клімат
| Клімат : Кетіс-Веллі     | Клімат : Кетіс-Веллі | Клімат : Кетіс-Веллі | Клімат : Кетіс-Веллі | Клімат : Кетіс-Веллі | Клімат : Кетіс-Веллі | Клімат : Кетіс-Веллі | Клімат : Кетіс-Веллі | Клімат : Кетіс-Веллі | Клімат : Кетіс-Веллі | Клімат : Кетіс-Веллі | Клімат : Кетіс-Веллі | Клімат : Кетіс-Веллі | Клімат : Кетіс-Веллі |
| Показник                 | Січ.                 | Лют.                 | Бер.                 | Квіт.                | Трав.                | Черв.                | Лип.                 | Серп.                | Вер.                 | Жовт.                | Лист.                | Груд.                | Рік                  |
| Абсолютний максимум, °C  | 23,9                 | 26,1                 | 31,1                 | 36,7                 | 41,1                 | 43,9                 | 44,4                 | 43,3                 | 42,2                 | 38,9                 | 32,8                 | 22,8                 | 44,4                 |
| Середній максимум, °C    | 12,8                 | 16,7                 | 20,0                 | 23,9                 | 28,3                 | 32,8                 | 35,6                 | 35,0                 | 32,2                 | 26,7                 | 18,3                 | 12,8                 | 24,6                 |
| Середня температура, °C  | 7,8                  | 10,6                 | 13,1                 | 15,8                 | 19,7                 | 23,3                 | 26,1                 | 25,3                 | 22,8                 | 18,1                 | 11,7                 | 7,8                  | 16,9                 |
| Середній мінімум, °C     | 2,8                  | 4,4                  | 6,1                  | 7,8                  | 11,1                 | 13,9                 | 16,7                 | 15,6                 | 13,3                 | 9,4                  | 5,0                  | 2,8                  | 9,1                  |
| Абсолютний мінімум, °C   | −10,6                | −6,7                 | −6,1                 | −5,6                 | −1,1                 | 2,8                  | 5,6                  | 1,7                  | 1,7                  | −2,2                 | −5                   | −9,4                 | −10,6                |
| Норма опадів, мм         | 66                   | 62                   | 53                   | 24                   | 14                   | 2                    | 0                    | 1                    | 4                    | 21                   | 34                   | 53                   | 334                  |
| ------------------------ | -------------------- | -------------------- | -------------------- | -------------------- | -------------------- | -------------------- | -------------------- | -------------------- | -------------------- | -------------------- | -------------------- | -------------------- | -------------------- |
| Джерело: Weather Channel |                      |                      |                      |                      |                      |                      |                      |                      |                      |                      |                      |                      |                      |

## Демографія
Згідно з переписом 2010 року, у переписній місцевості мешкало 825 осіб у 316 домогосподарствах у складі 247 родин. Густота населення становила 14 особи/км².  Було 381 помешкання (6/км²).
Расовий склад населення:
| - 88,5 % — білих - 1,5 % — корінних американців - 1,5 % — азіатів - 0,7 % — чорних або афроамериканців - 0,1 % — вихідців з тихоокеанських островів - 4,0 % — осіб інших рас |

До двох чи більше рас належало 3,8 %. Частка іспаномовних становила 9,7 % від усіх жителів.
За віковим діапазоном населення розподілялося таким чином: 22,3 % — особи молодші 18 років, 60,9 % — особи у віці 18—64 років, 16,8 % — особи у віці 65 років та старші. Медіана віку мешканця становила 47,2 року. На 100 осіб жіночої статі у переписній місцевості припадало 109,4 чоловіків;  на 100 жінок у віці від 18 років та старших — 107,4 чоловіків також старших 18 років.
Середній дохід на одне домашнє господарство  становив 83 598 доларів США (медіана — 59 219), а середній дохід на одну сім'ю — 109 317 доларів (медіана — 74 375). За межею бідності перебувало 16,9 % осіб, у тому числі 0,0 % дітей у віці до 18 років та 9,6 % осіб у віці 65 років та старших.
Цивільне працевлаштоване населення становило 330 осіб. Основні галузі зайнятості: освіта, охорона здоров'я та соціальна допомога — 33,6 %, публічна адміністрація — 20,9 %, виробництво — 10,9 %, роздрібна торгівля — 8,2 %.